# Timothy Burns
Timothy Burns (* 31. Mai 1820 in Dublin, Irland; † 21. September 1853 in La Crosse, Wisconsin) war ein US-amerikanischer Politiker. In den Jahren 1852 und 1853 war er Vizegouverneur des Bundesstaates Wisconsin.

## Werdegang
Noch als Kind kam Timothy Burns mit seinen Eltern aus seiner irischen Heimat in die Vereinigten Staaten, wo sich die Familie zunächst im Staat New York niederließ. Im Jahr 1837 zog er in das Wisconsin-Territorium. Im dortigen Iowa County arbeitete er im Bleibergbau. Politisch schloss er sich der Demokratischen Partei an. 1844 wurde er Sheriff im Iowa County. In den Jahren 1847 und 1848 saß er im territorialen Abgeordnetenhaus. Nach dem Beitritt Wisconsins zur Union war er 1849 auch Abgeordneter der Wisconsin State Assembly. Seit 1850 lebte Burns in La Crosse, wo er als Mitglied im State Board of Public Works im öffentlichen Dienst arbeitete. Außerdem bekleidete er mehrere lokale Ämter. Unter anderem war er als Bezirksrichter tätig, was auf ein früheres Jurastudium schließen lässt. Überdies engagierte er sich im Eisenbahngeschäft.
1851 wurde Burns an der Seite von Leonard J. Farwell zum Vizegouverneur von Wisconsin gewählt. Dieses Amt bekleidete er zwischen 1852 und seinem Tod im Jahr 1853. Dabei war er Stellvertreter des Gouverneurs und Vorsitzender des Staatssenats. Während eines Verwandtenbesuchs erkrankte er an einem Gallenfieber. Sein Gesundheitszustand besserte sich wieder und er trat die Heimreise an. Bald darauf erlitt er einen Rückfall, an dem er am 21. September 1853 in La Crosse verstarb. Sein Amt als Vizegouverneur blieb bis zum Amtsantritt des 1853 regulär gewählten James T. Lewis vakant.